# 포르모사주
포르모사주(스페인어: Provincia de Formosa)는 아르헨티나 북부에 있는 주이다. 면적 72,066 km2, 인구 486,559(2001). 북쪽과 동쪽으로 파라과이와 국경을 접하고 있으며, 파라과이의 수도 아순시온과도 접하고 있다. 주도는 포르모사이다. 9개 군을 관할한다.
필코마요강과 파라과이강이 합류하는 지점에 위치하며, 습지가 많다. 이른바 그란차코로 불리는 지방에 속한다. 기후는 열대에 가까운 아열대에 속하여 여름철에는 비가 많고 매우 무덥다.
본래 인디언의 땅이었으나, 16세기에 스페인 사람들이 들어왔으며, 이후 스페인과 인디언의 분쟁이 계속되었다. 19세기에 아르헨티나와 파라과이가 독립한 후 삼국동맹전쟁으로 파라과이가 패배하여 이곳은 아르헨티나의 영토가 되었다. 그 후 아르헨티나가 얻은 지역의 중심지로 계획도시 포르모사가 건설되었고, 이곳은 1884년 그란차코 준주가 되었고, 후에 포르모사 준주로 바뀌었다. 1955년에 아르헨티나를 구성하는 정식 주로 승격되었다.
쌀, 목화, 사탕수수 등의 아열대 작물 재배의 중심지이다. 홍수와 가뭄이 잦아 개발이 지연되었으나, 최근 강 연안이 개발되어 발전하고 있다. 그러나 아직 인구밀도는 낮으며, 아르헨티나에서 가장 가난한 주의 하나이다. 주민은 아르헨티나의 다른 지역에 비해 백인의 비율이 낮고, 인디언이나 메스티소의 비율이 높다. 최근 파라과이에서 이주해 오는 사람도 늘어나고 있다.
이곳의 대척점에는 대만이 있다. 대만의 옛 서양식 명칭이 바로 포르모사였던 사실은 널리 알려져 있으나, 이는 우연히 명칭이 일치하는 것일 뿐이며, 두 곳은 특별한 관계가 있는 것은 아니다.

## 같이 보기
- 아르헨티나의 주